# Hymenajos z Jerozolimy
Hymenajos z Jerozolimy – trzydziesty szósty biskup Jerozolimy; sprawował urząd w latach 260–298.